# Rhabderemiidae
Los rabderémidos (Rhabderemiidae) son una familia de esponjas marinas del orden Poecilosclerida con un solo género.

## Géneros
- Rhabderemia Topsent, 1890.